# Effectif actuel des Bears de Hershey
| No    | Nom                | Nat. | Position       | Arrivée |
| ----- | ------------------ | ---- | -------------- | ------- |
| +030, | Hunter Shepard     |      | Gardien de but |         |
| +035, | Zachary Fucale     |      | Gardien de but |         |
| +002, | Jake Massie        |      | Défenseur      |         |
| +004, | Gabriel Carlsson   |      | Défenseur      |         |
| +005, | Lucas Johansen     |      | Défenseur      |         |
| +006, | Vincent Iorio      |      | Défenseur      |         |
| +020, | Aaron Ness – A     |      | Défenseur      |         |
| +026, | Logan Day          |      | Défenseur      |         |
| +037, | Bobby Nardella     |      | Défenseur      |         |
| +042, | Dylan McIlrath – C |      | Défenseur      |         |
| +043, | Martin Has         |      | Défenseur      |         |
| +007, | Sam Anas           |      | Ailier droit   |         |
| +010, | Shane Gersich      |      | Ailier gauche  |         |
| +011, | Mason Morelli      |      | Ailier droit   |         |
| +015, | Julian Napravnik   |      | Ailier droit   |         |
| +018, | Garrett Pilon      |      | Ailier droit   |         |
| +019, | Mike Vecchione – A |      | Centre         |         |
| +022, | Kale Kessy         |      | Ailier gauche  |         |
| +023, | Mike Sgarbossa     |      | Centre         |         |
| +024, | Riley Sutter       |      | Centre         |         |
| +025, | Henrik Borgström   |      | Centre         |         |
| +028, | Ethen Frank        |      | Ailier droit   |         |
| +029, | Hendrix Lapierre   |      | Centre         |         |
| +038, | Henrik Rybinski    |      | Centre         |         |
| +045, | Matthew Strome     |      | Ailier gauche  |         |